# 特德·伯金
特德·伯金（英語：Ted Burgin，1927年4月29日—2019年3月26日），英格兰前男子足球运动员，场上位置是守门员。他曾代表英格兰代表队参加1954年国际足联世界杯，结果队伍止步八强。